# 전국민주공무원노동조합
전국민주공무원노동조합은 2007년 6월 23일 당시 법외투쟁을 주장하던 전국공무원노동조합에서 탈퇴하여, 법내 합법조직으로 만든 대한민국의 공무원 노동조합이다. 줄여서 민공노로 부른다. 2009년 9월 21일 ~ 9월 22일 총투표를 통해 전국공무원노동조합으로 다시 통합하였다.

## 연혁
- 2002년 3월 23일 전국공무원노동조합 설립
- 2004년 12월 공무원노동조합특별법 통과
- 2007년 6월 23일 전국민주공무원노동조합 설립
- 2009년 9월 21일 ~ 22일 전 조합원 총투표를 통해 법원공무원노동조합과 함께 전국공무원노동조합으로 통합하고 민주노총 가입을 결정
- 2009년 12월 1일, 2010년 2월 25일, 2012년 3월 26일 고용노동부 장관에게 조합설립신고서 제출[1][2]

## 개요
노조설립 신고 당시 조합원 수는 약 3만 9천명이며, 상급단체는 따로 신고하지 않았다. 정책분석과 대안제시를 통해 실질적인 개혁을 주도하는 정책노조를 만들겠다는 취지로 민중행정, 참공무원 운동을 전개하기로 하였다.
1. 조합원과 함께하는 공직사회 개혁 실현의 새로운 전기를 마련하고, 국민과 함께하는 공무원 노동운동의 실천의 상을 새롭게 정립
2. 공무원노동조합 역사속에서 각 본부, 지부별로 진행된 대시민 사업을 충화하고 모범을 창출하여 전국적인 모범의 정형을 만듬
3. 선언적인 민중행정이 아니라 전 조합원의 자기 실천으로 만들어지는 민중행정을 실현
4. 그를 위해 간부로부터 시작되어 확산되는 혁신운동으로의 참공무원 운동을 추진[3]